# Cratichneumon sicarius
Cratichneumon sicarius là một loài tò vò trong họ Ichneumonidae.